# 駕籠真太郎
駕籠 真太郎（かご しんたろう、1969年 - ）は日本の漫画家。主に成人向け漫画を中心に執筆する。東京都生まれ。1988年にCOMIC BOXにてデビュー。
奇想漫画家を自称しており、エロ、グロテスク、猟奇、スカトロ、ホラーといったサブジャンルに留まらず、人間という存在を弄り倒す人体改造や人体破壊をネタに狂気的な世界を描いている。

## 概要
ソ連や太平洋戦争を扱うこともあるほか、それらのジャンルを下敷きにしたSFやメタフィクション的な構成をもっとも得意とする。「駅前花嫁」などのように、作風的にはブラックユーモア、毒のある笑いが中心的である。
2002年からはイベントに参加したり個展を開いたりなど活動の幅を広げ、不道徳な排泄物を精力的に展示している。
2010年『フラクション』で第三回世界バカミス☆アワードを受賞。
2013年、第19回『Salon del MANGA de BARCELONA（スペイン）』にて、スペイン漫画界で貢献度や話題性の高かった日本漫画家として受賞した。また、2014年LA出身アーティストのフライング・ロータス「You're Dead!」のアートワークを手がけた。
現在では青林工藝舎の漫画雑誌『アックス』を中心にアブノーマルな作品を発表している。

## 作品リスト

### 単行本
- 『輝け!大東亜共栄圏』（太田出版 1999年6月）ISBN 978-4872334623
- 『喜劇駅前虐殺』（太田出版 1999年10月）ISBN 978-4872334852
- 『アイコ十六歳』（青林堂 2000年12月）ISBN 978-4792603281
- 『万事快調』（ビー・エス・ピー 2000年3月）ISBN 978-4568730128
- 『駅前花嫁』（太田出版 2000年12月）ISBN 978-4872335361
- 『パラノイアストリート』（メディアファクトリー）全3巻
  - 1巻 2000年11月 ISBN 978-4889917680
  - 2巻 2001年7月 ISBN 978-4889917888
  - 3巻 2002年3月 ISBN 978-4840104388
- 『六識転想アタラクシア』（太田出版 2001年10月）ISBN 978-4872336146
- 『超伝脳パラタクシス』（集英社 2002年2月）ISBN 978-4087826722
- 『大葬儀』（太田出版 2002年6月）ISBN 978-4872336733
- 『人間以上』（久保書店 2002年9月）ISBN 978-4765905749
- 『駅前浪漫奇行』（太田出版 2003年6月）ISBN 978-4872337648
- 『踊る！クレムリン御殿』（平和出版 2003年2月）ISBN 978-4860560409
- 『健康の設計』（東京三世社 2003年3月）ISBN 978-4812607534
- 『凸凹ニンフォマニア』（久保書店 2003年6月）ISBN 978-4765905756
- 『奇人画報』（太田出版 2004年5月）ISBN 978-4872338454
- 『かすとろ式』（太田出版 2004年12月）ISBN 978-4872338997
- 『殺殺草紙・大江戸奇騒天外』（平和出版 2004年5月）ISBN 978-4860560997
- 『ハンニャハラミタ』（集英社 2005年7月）ISBN 978-4088768229
- 『飛び出す妄想』（久保書店 2005年2月）ISBN 978-4765906302
- 『殺殺草紙・大江戸無残十三苦』（太田出版 2006年7月）ISBN 978-4778320225
- 『新版・万事快調』（青林工藝舎 2006年9月）ISBN 978-4883792214
- 『夢のおもちゃ工場』（三和出版2006年11月）ISBN 978-4883563739
- 『正しい変態性欲』（三和出版 2007年9月）ISBN 978-4883563999
- 『穴、文字、血液などが現れる漫画』（久保書店 2008年2月）ISBN 978-4765930062
- 『おばあちゃんが死体くさいよ』（久保書店 2009年1月）ISBN 978-4765930116
- 『アリ地獄vsバラバラ少女』（久保書店 2009年6月）ISBN 978-4765930147
- 『フラクション』（コアマガジン 2009年11月）ISBN 978-4862527189
- 『アナモルフォシスの冥獣』（コアマガジン 2010年11月）ISBN 978-4862529121
- 『宇宙(そら)かける純情』（久保書店 2011年10月）ISBN 978-4765930451
- 『ハーレムエンド』（コアマガジン 2012年6月）ISBN 978-4864362429
- 『すべての時代を通じての殺人術』（久保書店 2012年12月）ISBN 978-4765930284
- 『登校途中の出会い頭の偶然キスはありうるか?実験』（青林工藝舎 2012年4月）ISBN 978-4883793655
- 『超動力蒙古大襲来』（太田出版 2014年5月）ISBN 978-4778322274
ぽこぽこにて「超動力シリーズ」として連載（2013年10月 - 2014年3月）後、改題を経て単行本化された。
- 『恋の超時空砲』（久保書店 2015年5月）ISBN 978-4765930383
- 『駕籠真太郎高濃短編集 異物混入』（青林工藝舎 2015年3月）ISBN 978-4883794096
- 『輝け! 大東亜共栄圏 完全版』（太田出版 2016年7月）ISBN 978-4778322779
- 『左側に気をつけろ』（あまとりあ社 2016年4月）ISBN 978-4870424463
- 『真説★世界史大全』（太田出版 2017年3月）ISBN 978-4778322816
Ohta Web Comicにて「駕籠真太郎の痛快! 歴史入門」として連載（2015年5月-2017年3月）後、改題を経て単行本化された。
- 『ブレインダメージ』（ワニブックス 2017年11月）ISBN 978-4847068072
- 『駕籠真太郎作品集・都市とインフラストラクチャー』（青林工藝舎 2021年4月[2]）ISBN 978-4883794850

### 画集
- 『駕籠真太郎画集 女の子のアタマの中はお菓子がいっぱい詰まっています』（書苑新社 2013年12月18日）ISBN 978-4883751631
- 『駕籠真太郎画集 Panna cotta』（書苑新社 2015年4月22日）ISBN 978-4883752003
- 『駕籠真太郎画集 死詩累々』（書苑新社 2020年8月29日）ISBN 978-4883754038
- 『駕籠真太郎画集 死詩累々［新装版］』（書苑新社 2023年2月28日）ISBN 978-4883754908

### 同人誌
- うんこ100選〜世界がもし100個のうんこだったら2〜
- 駕籠真太郎天然色画集之二式
- 性愛遊戯
- 駕籠真太郎式美少女絵第二集・アタマの中は妄想でいっぱいデス
- 駕籠真太郎式百鬼夜行図画・日本の妖怪
- 甘い女の子は別腹です　駕籠真太郎式美少女絵第三集

## 主催イベント
- 第1回うんこ映画祭 2006年4月7日
- 不衛生博覧会（個展） 2006年4月24日-5月6日
- 第2回うんこ映画祭 2007年1月28日
- 納涼不衛生まつり（個展） 2007年9月3日-9月15日

## 師匠
- 荻野真